# کوپینوواتس
کوپینوواتس (به لاتین: Kupinovac) یک منطقهٔ مسکونی در کرواسی است که در شهرستان بیلوار-بیلوگورا واقع شده‌است. کوپینوواتس ۱۴۴ نفر جمعیت دارد و ۱۹۵ متر بالاتر از سطح دریا واقع شده‌است.